# Sunrise Manor
Sunrise Manor è una census-designated place (CDP) degli Stati Uniti d'America, situata nella contea di Clark, nello stato del Nevada. Si trova ad est della città di Las Vegas. Al censimento del 2000 aveva 156.120 abitanti.